# Old Georgian Club
El Old Georgian Club es un club deportivo de Argentina ubicado en Quilmes, en la zona sur del Gran Buenos Aires. Fue fundado en 1908 por exalumnos del St. George's College de Quilmes. El club se ve a sí mismo como un pilar de la comunidad británica en Argentina.
El club se dedica principalmente a la práctica de rugby -dentro de la Unión de Rugby de Buenos Aires (URBA)- hockey sobre césped -dentro de la Asociación de Hockey de Buenos Aires- y críquet. También se practica básquetbol, fútbol, tenis, remo y golf.

## Historia

### Orígenes
El club tiene su origen en el St George's College de Quilmes, un colegio bilingüe (español-inglés) fundado en 1898, en la localidad de Quilmes. En 1908, el entonces director del colegio, el sudafricano Canon Stevenson y otros dieciséis miembros del colegio, fundaron el Old Georgian Club.

### Rugby
El OGC comenzó a participar del campeonato argentino de rugby de mayores en 1935, consagrándose tricampeón en las temporadas 1937, 1938 y 1939. En 1978 el club debió abandonar la práctica de rugby debido a la falta de jugadores. En 2011 volvió a practicar esta disciplina afiliándose a la Unión de Rugby de Buenos Aires (URBA). fue el primer club en aportar 3 hermanos a los pumas (Morgan) y 6 pumas en varios test match (Morgan x 3 Harris Smith, Handley y Foster) 

## Palmarés

### Rugby
- Torneo de la URBA (3)primera división : 1937, (invicto) 1938, 1939, (1)tercera división 2017